# Нове Варпно (гміна)
Гміна Нове Варпно (пол. Gmina Nowe Warpno) — місько-сільська гміна у північно-західній Польщі. Належить до Полицького повіту Західнопоморського воєводства.
Станом на 31 грудня 2011 у гміні проживало 1702 особи. Найменша за населенням місько-сільська гміна Польщі, відтак найменша за населенням гміна воєводства. Окрім того, сільська частина гміни (простір поза містом Нове Варпно) - є найменш заселеним серед усіх місько-сільських гмін (мешкає 447 осіб, густина населення - лише 3 особи на 1 квадратний кілометр).

## Територія
Згідно з даними за 2007 рік площа гміни становила 197.07 км², у тому числі:
- орні землі: 7.00%
- ліси: 38.00%

Таким чином, площа гміни становить 29.67% площі повіту.

## Населення
Станом на 31 грудня 2011:
| Опис     | Загалом | Загалом | Чоловіки | Чоловіки | Жінки | Жінки |
| -------- | ------- | ------- | -------- | -------- | ----- | ----- |
| одиниця  | осіб    | %       | осіб     | %        | осіб  | %     |
| все      | 1702    | 100     | 839      | 49.29    | 863   | 50.71 |
| міське   | 1254    | 100     | 613      | 48.88    | 641   | 51.12 |
| сільське | 448     | 100     | 226      | 50.45    | 222   | 49.55 |

## Сусідні гміни
Гміна Нове Варпно межує з такими гмінами: Поліце, Степниця.